# Condado de Suffolk (Nova Iorque)
O Condado de Suffolk (em inglês:  Suffolk County) é um dos 62 condados do estado americano de Nova Iorque. A sede do condado é Riverhead, e cidade mais populosa é Islip. Foi fundado em 1683.
Com pouco mais de 1,5 milhão de habitantes, de acordo com o censo nacional de 2020, é o quarto condado mais populoso do estado e o 25º mais populoso do país.

## Geografia
De acordo com o Departamento do Censo dos Estados Unidos, o condado possui uma área de 6 146,7 km², dos quais 2 359,9 km² estão cobertos por terra e 3 786,8 km² (61,6%) por água.

## Demografia
Desde 1900, o crescimento populacional médio do condado, a cada dez anos, é de 32,4%.
Segundo o censo nacional de 2020, o condado possui uma população de 1 525 920 habitantes e uma densidade populacional de 646,6 hab/km². Seu crescimento populacional na última década foi de 2,2%, abaixo da média estadual de 4,2%. É o quarto condado mais populoso de Nova Iorque e o 25º mais populoso dos Estados Unidos.
Possui 578 940 residências que resulta em uma densidade de 245,3 residências/km² e um aumento de 1,6% em relação ao censo anterior. Deste total, 10,7% das unidades habitacionais estão desocupadas. A média de ocupação é de 2,6 pessoas por residência.